# Ad Schouten (politicus)
Adriaan (Ad) Schouten (Zaandam, 25 mei 1941 – Arnhem, 10 maart 1984) was een Nederlands politicus.

## Biografie
De gereformeerde Schouten was een econoom, ARP-politicus en kleinzoon (en echtgenoot) van een predikant. Hij kwam in 1971, na bij het Economisch Technologisch Instituut in Drenthe te hebben gewerkt, als fractiewoordvoerder financieel-economische zaken in de Tweede Kamer. Hij verliet die Kamer weer in 1975, omdat hij vond dat het nieuw te vormen CDA te weinig een evangelisch karakter kreeg. In 1980 werd hij directeur van het Economisch Technologisch Instituut voor Gelderland. Hij overleed in 1984 op 42-jarige leeftijd aan de gevolgen van diabetes.
Zijn leven is beschreven door zijn vrouw Edith Schouten-van Heijningen in het boek Als een mus valt.
- Biografisch Portaal: 76414683
- Parlement.com: vg09llfdnfye